# Stuart Sutcliffe
Stuart Fergusson Victor Sutcliffe (ur. 23 czerwca 1940 w Edynburgu, zm. 10 kwietnia 1962 w Hamburgu) – brytyjski malarz i muzyk, znany przede wszystkim jako pierwszy basista The Beatles. Często określany jest mianem „Piątego Beatlesa”

## Biografia
Pochodził z zamożnej rodziny. Od wczesnych lat młodości pasjonował się sztuką, sam dużo rysował. W dorosłym życiu jego ulubionym malarzem był Nicolas de Staël. Studiował w Liverpool College of Art. Przed rozpoczęciem kariery muzycznej pracował jako kreator wnętrz, zaprojektował m.in. bar kawowy „Jacaranda”, którego właścicielem był Allan Williams, późniejszy impresario zespołu The Silver Beatles. 
W kwietniu 1959 został basistą zespołu The Quarrymen. W kwietniu 1960 wraz ze swoim szkolnym przyjacielem, Johnem Lennonem, zaproponował zmianę nazwy grupy na Beetles (w hołdzie dla Buddy’ego Holly’ego i jego formacji The Crickets), która później została przekształcona w The Silvers Beatles, a następnie w The Beatles. Grał na gitarze basowej Höfner President Bass, jednak za swoje występy nie zdobywał uznania pozostałych członków zespołu. Ze względu na swoją nieśmiałość często na koncertach grał stojąc tyłem do publiczności. W 1960 odbył z zespołem serię koncertów w Hamburgu, po czym – sprowokowany m.in. otwartym konfliktem z Paulem McCartneyem – rozstał się z formacją i kontynuował karierę malarską, podejmując naukę w szkole artystycznej w Hamburgu. Zamieszkał tam ze swoją żoną, malarką i fotografką Astrid Kirchherr, pomysłodawczynią charakterystycznych fryzur Beatlesów i autorką ich pierwszych profesjonalnych zdjęć.
W 1960, jeszcze przed odejściem z The Beatles, brał udział w bójce z gangsterami, w której doznał urazu głowy. Zmarł 10 kwietnia 1962 na udar mózgu, który najpewniej był spowodowanymi obrażeniami odniesionymi w bójce sprzed dwóch lat.
Został uwieczniony na okładce płyty Sgt. Pepper’s Lonely Hearts Club Band. Poświęcony jest mu film Stuart Sutcliffe: The Lost Beatle. O latach występów zespołu The Beatles w Hamburgu oraz przyjaźni między Lennonem a Sutcliffem opowiada także film Backbeat.

## Utwory wydane pośmiertnie
Album kompilacyjny The Beatles Anthology 1, wydany w 1995, zawierał wczesne nagrania zespołu z pierwszych lat ich działalności. Sutcliffe gra na gitarze basowej w trzech utworach nagranych w 1960 roku. Są to „Hallelujah, I Love Her So”, „You’ll Be Mine” i „Cayenne”. Ponadto jego zdjęcie jest przedstawione w prawym górnym rogu płyt Anthology 1 i Anthology 3.
W 2011 r. spadkobiercy Sutcliffe’a wydali niepublikowane wcześniej nagranie piosenki Elvisa Presleya „Love Me Tender” w wykonaniu Stuarda Sutcliffe'a, nagrane w 1961 roku. Autentyczność nagrania była mocno dyskutowana.